# Jurinea pilostemonoides
Jurinea pilostemonoides là một loài thực vật có hoa trong họ Cúc. Loài này được Iljin mô tả khoa học đầu tiên vào năm 1963.